# Spiegelbild (Isaac Asimov)

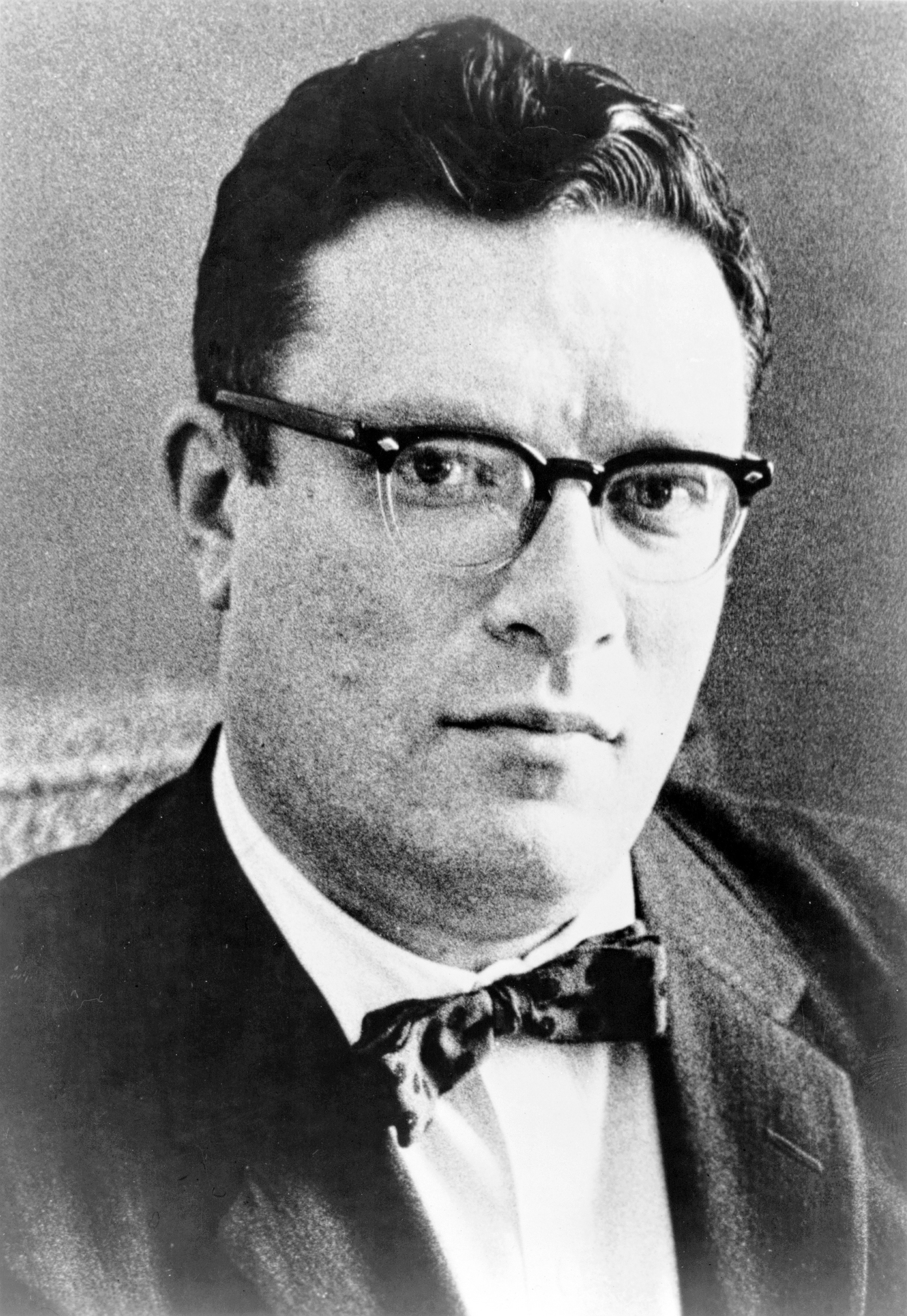
Isaac Asimov (1965)

Spiegelbild (Originaltitel: Mirror Image) ist eine etwa 19 Seiten umfassende Science-Fiction-Kurzgeschichte von Isaac Asimov aus dem Jahr 1972, in der es um die Lösung des Konflikts zwischen zwei Mathematikern geht. Beide behaupten, dass sie Urheber einer neuen, revolutionären Idee seien, dass der andere aber ein Lügner und Plagiator sei. Sogar ihre beiden Roboterassistenten bestätigen die widersprüchlichen Aussagen der beiden Wissenschaftler. Der Detektiv Elijah Baley wird von seinem früheren Roboterassistenten R. Daneel Olivaw kontaktiert, um diesen Konflikt dezent zu lösen und einen Skandal zu vermeiden.

## Handlung
Detektiv Elijah Baley wird von seinem früheren Roboterassistenten R. Daneel Olivaw kontaktiert, um ein Problem auf dem Raumschiff Eta Carina zu lösen, das zwei Mathematiker zu einer Neurobiophysik-Konferenz auf den Planeten Aurora bringt. Sowohl der mehr als 270 Jahre alte Dr. Alfred Barr Humboldt als auch der erst 50 Jahre alte Dr. Gennao Sabbat behaupten, bei Beginn der Reise eine revolutionäre Idee gehabt zu haben, „eine mögliche Methode, neurale Pfade durch die Veränderungen von Mikrowellen-Absorptionsmustern lokaler kortikaler Regionen zu analysieren.“ Beide behaupten, ihre Idee dem anderen zur Begutachtung unterbreitet zu haben, und beide haben danach ein Abstrakt zu der Methode niedergeschrieben, um sie bei der kommenden Konferenz vorzustellen. Beide bezeichnen sich selber als den Urheber und den anderen als Plagiator.
Beide Wissenschaftler weigern sich, mit Baley zu sprechen, und da er kein „Robopsychologe“ ist, darf er zwar mit deren Roboterassistenten sprechen, hat aber keine Möglichkeit, sie mit Sonden zu untersuchen. Baley vermutet, dass beide Roboterassistenten die drei Robotergesetze so interpretieren, dass sie ihre Herren, Humboldt und Sabbat, auch vor „Schaden in der wissenschaftlichen Anerkennung“ bewahren wollen, und deshalb einer von ihnen lügt. Im Gespräch mit R. Idda, dem Assistenten von Dr. Sabbat, bringt ihn Baley durch logische Konflikte – der Schaden für den berühmten Dr. Humboldt sei höher einzuschätzen als der für Dr. Sabbat – dazu zuzugeben, dass Dr. Sabbat nicht der Urheber der Methode sei. In der entsprechend spiegelbildlich formulierten Frageweise gegenüber R. Preston, dem Assistenten von Dr. Humboldt, erleidet dieser während der letzten Frage eine Blockade und verharrt in Stasis. Doch Baley hat den Fall bereits gelöst, indem er die Situation der beiden Mathematiker gegenüber den folgenden beiden Fragen abgewogen hat:
- Wer hat üblicherweise revolutionäre, neue Ideen? Ein junger Wissenschaftler oder einer am Ende seiner Karriere?
- Wer hätte eher das Bedürfnis, seine neue Idee mit einem Kollegen durchzusprechen? Ein noch junger, wenig berühmter Wissenschaftler mit einem erfahrenen Kollegen oder ein bereits sehr erfahrener Wissenschaftler mit seinem jungen Kollegen?

Mit Baleys Schlussfolgerung, dass Dr. Humboldt der Plagiator ist, macht sich R. Daneel Olivaw auf den Rückweg, um Dr. Humboldt zum Umdenken zu bewegen.

## Bemerkung
Der Detektiv Elijah Baley und sein Roboterassistent R. Daneel Olivaw sind auch die Protagonisten in Asimovs Romanen The Caves of Steel und The Naked Sun. Asimov wurde von Fans gebeten, einen dritten  Baley/Olivaw-Roman zu schreiben. Diese Kurzgeschichte mit beiden war Asimovs Kompromiss.
Die von Asimov erfundenen drei Gesetze der Robotik spielen auch in dieser Kurzgeschichte eine Rolle.

## Referenz
- Englisch: Mirror Image, in The Best of Isaac Asimov, 1954–1972, Sphere Science Fiction, London (1977), Ed. Angus Wells
- Deutsch: Spiegelbild, in Isaac Asimov: Wenn die Sterne verlöschen (Terra Taschenbuch), Pabel (1975)

## Nachweise und Erläuterungen
1. ↑  Im Original: „a possible method for analyzing neural pathways from changes in microwave absorption patterns of local cortical areas.“